# Paradiesmühle Rischenau

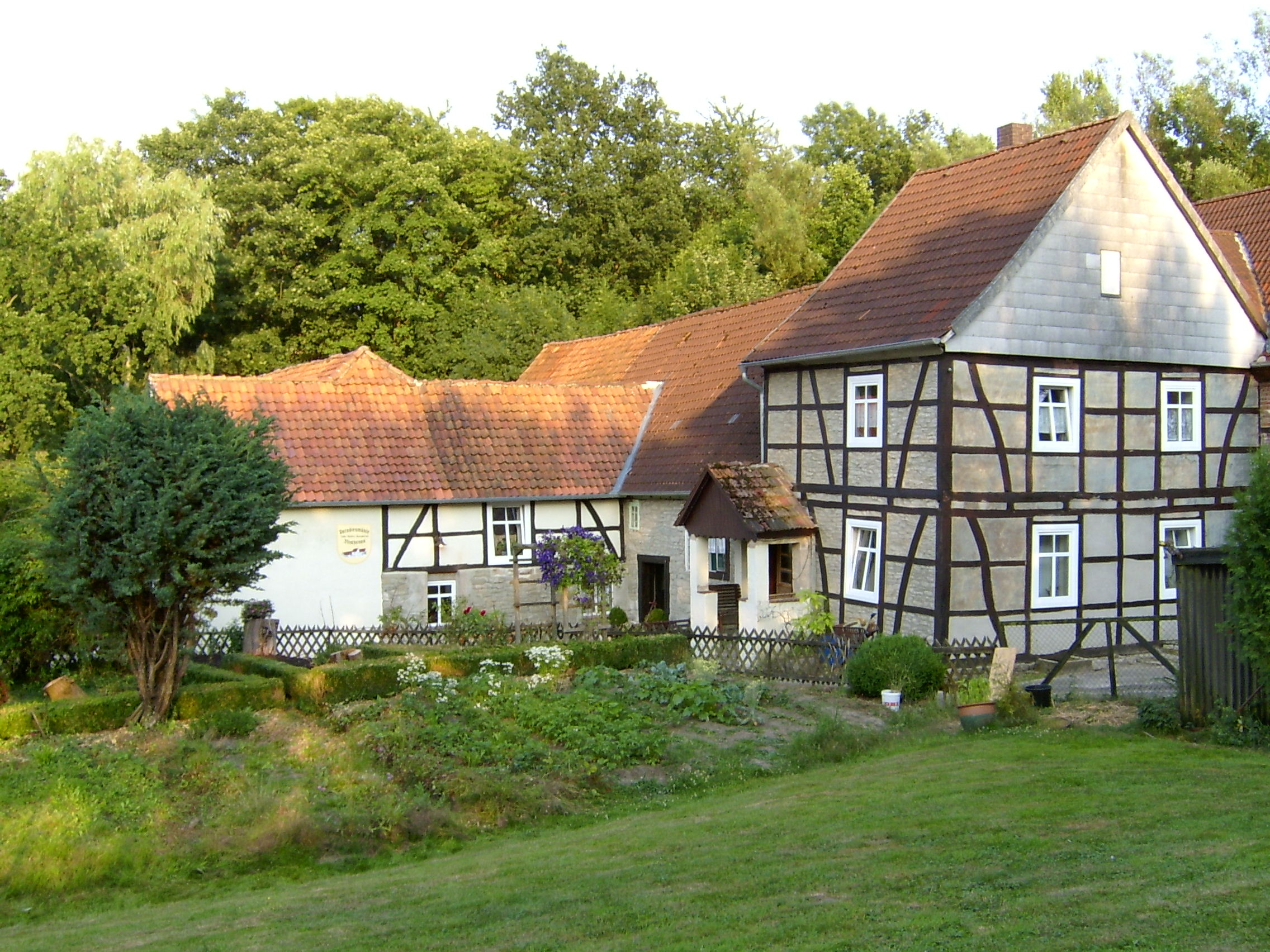
Paradiesmühle Rischenau

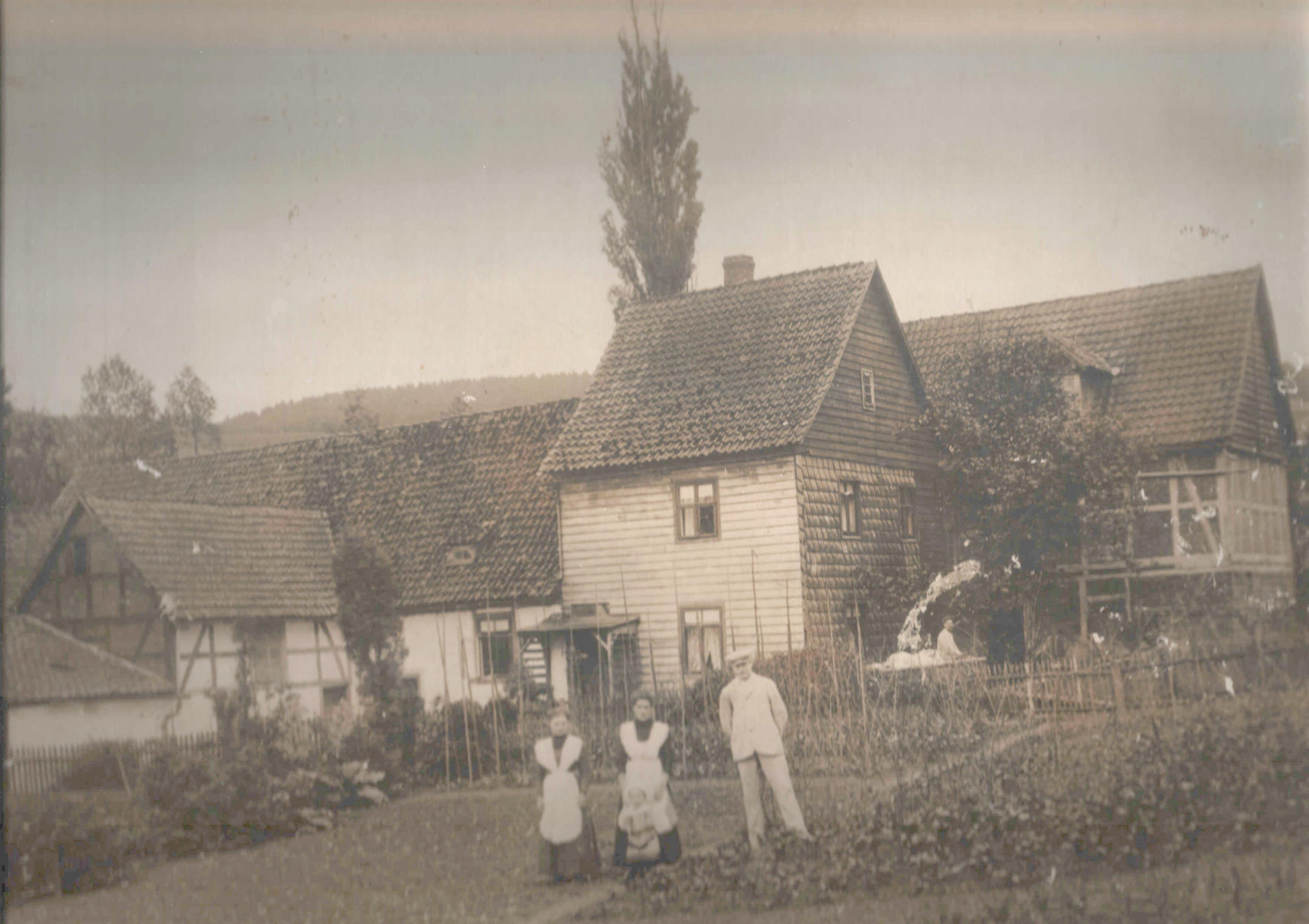
Paradiesmühle Rischenau um 1900

Die Paradiesmühle Rischenau ist eine ehemalige historische Mühle des Herrensitzes und der Domäne zu Lippe-Biesterfeld.
Im Jahre 1664 baute Graf Jobst Hermann zur Lippe-Biesterfeld, ein Vorfahr des verstorbenen Prinzen Bernhard der Niederlande, Prinz zur Lippe-Biesterfeld, in Biesterfeld eine Mühle, die wegen Kompetenzgerangels mit dem damaligen Paderborner Erzbischof Ferdinand von Fürstenberg noch im selben Jahr wieder abgerissen wurde. Am 10. November 1764 erbaute der letzte Herr auf Biesterfeld, Friedrich Carl August Graf und Edler Herr zur Lippe, Sternberg und Schwalenberg auf den Grundfesten die neue, heutige Mühle.
Die Mühle diente zunächst als Sägemühle zum Sägen von Holz, als Bohrmühle für die Herstellung von Wasserleitungsrohren aus Baumstämmen und natürlich als Mahlmühle zum Mahlen von Korn und Schrot. Mit Aufgabe des Herrensitzes derer zu Lippe-Biesterfeld im selben Jahr, wurde die Mühle in die Domäne Biesterfeld eingegliedert und liet in den nächsten Jahrhunderten als Pachtmühle. Ab 1847 ging sie in vererbtes Eigentum über.
In dieser Zeit tauchte erstmals der Name „Paradiesmühle“ auf,  deren Name sich auf die „paradiesischen“ Arbeitsverhältnisse aufgrund der Gewerbefreiheit bezog – und nicht, wie man vermuten könnte, auf die Lage.
Seit 2004 bis 2021 wurde die Paradiesmühle als Erlebnisgastronomie mit integriertem privaten Mühlen- und Heimatmuseum genutzt.